# Davy Klaassen
Davy Klaassen (Hilversum, 21 de fevereiro de 1993) é um futebolista neerlandês que atua como meia. Atualmente está no Ajax

## Carreira

### Ajax
Estreou com o Ajax, em 22 de novembro de 2011, no empate por 0–0 contra o Lyon. Em 27 de novembro de 2011, marcou seu primeiro gol, na vitória por 3–0 sobre o NEC Nijmegen.
Klaassen marcou em 7 de dezembro de 2013, no jogo em casa contra o NAC Breda o seu primeiro hat-trick em sua carreira.
Durante a pré-temporada 2015–16 Klaassen foi nomeado como o novo capitão. Em 17 de setembro de 2015 fez a sua 100ª partida oficial pelo Ajax, no empate por 2–2 contra o Celtic. Assim, ele se tornou o 157º jogador do Ajax a conseguir atingir esta marca.

### Everton
Em 15 de junho de 2017, o neerlandês assinou contrato com o Everton até junho de 2022 em uma transferência de 27 milhões de euros.

### Werder Bremen
No dia 26 de julho de 2018 o Werder Bremen fecha a contratação do meia junto ao Everton em 15 milhões de euros, com um contrato válido por 4 anos.

### Retorno ao Ajax
Em outubro de 2020, retornou ao Ajax.

### Internazionale
Em 1 de setembro de 2023, assinou com a Internazionale por um ano.

### Segundo retorno ao Ajax
No dia 17 de setembro de 2024, Klaassen acertou novamente seu retorno ao Ajax.

## Seleção Neerlandesa
Estreou em 5 de março de 2014, na derrota por 2–0 contra a França, usou a camisa 20. Em 31 de março de 2015, fez seu primeiro gol pela seleção principal, na vitória por 2–0 sobre a Espanha, usou a camisa 8.

## Estatísticas
Atualizado até 26 de novembro de 2022

### Clubes
| Equipe            | Temporada         | Campeonato nacional | Campeonato nacional | Copa nacional | Copa nacional | Competições continentais | Competições continentais | Outros torneios | Outros torneios | Total | Total |
| Equipe            | Temporada         | Jogos               | Gols                | Jogos         | Gols          | Jogos                    | Gols                     | Jogos           | Gols            | Jogos | Gols  |
| ----------------- | ----------------- | ------------------- | ------------------- | ------------- | ------------- | ------------------------ | ------------------------ | --------------- | --------------- | ----- | ----- |
| Ajax              | 2011–12           | 4                   | 1                   | 1             | 0             | 3                        | 0                        | –               | –               | 8     | 1     |
| Ajax              | 2012–13           | 2                   | 0                   | –             | –             | –                        | –                        | 1               | 0               | 3     | 0     |
| Ajax              | 2013–14           | 26                  | 10                  | 5             | 0             | 5                        | 1                        | –               | –               | 36    | 11    |
| Ajax              | 2014–15           | 30                  | 6                   | 3             | 0             | 10                       | 2                        | 1               | 0               | 44    | 8     |
| Ajax              | 2015–16           | 31                  | 13                  | –             | –             | 10                       | 2                        | –               | –               | 41    | 15    |
| Ajax              | 2016–17           | 33                  | 14                  | –             | –             | 17                       | 6                        | –               | –               | 50    | 20    |
| Ajax              | Total             | 126                 | 44                  | 9             | 0             | 45                       | 11                       | 2               | 0               | 182   | 55    |
| Everton           | 2017–18           | 7                   | 0                   | 1             | 0             | 8                        | 0                        | –               | –               | 16    | 0     |
| Everton           | Total             | 7                   | 0                   | 1             | 0             | 8                        | 0                        | –               | –               | 16    | 0     |
| Werder Bremen     | 2018–19           | 33                  | 5                   | 5             | 2             | –                        | –                        | –               | –               | 38    | 7     |
| Werder Bremen     | 2019–20           | 33                  | 7                   | 4             | 2             | –                        | –                        | 2               | 0               | 39    | 9     |
| Werder Bremen     | 2020–21           | 3                   | 0                   | 1             | 0             | –                        | –                        | –               | –               | 4     | 0     |
| Werder Bremen     | Total             | 69                  | 12                  | 10            | 4             | –                        | –                        | 2               | 0               | 81    | 16    |
| Ajax              | 2020–21           | 29                  | 12                  | 5             | 1             | 12                       | 3                        | –               | –               | 46    | 15    |
| Ajax              | 2021–22           | 31                  | 9                   | 5             | 1             | 7                        | 1                        | 1               | 0               | 44    | 11    |
| Ajax              | 2022–23           | 14                  | 3                   | 0             | 0             | 5                        | 1                        | 1               | 0               | 20    | 4     |
| Ajax              | Total             | 74                  | 24                  | 10            | 2             | 24                       | 5                        | 2               | 0               | 110   | 30    |
| Total na carreira | Total na carreira | 282                 | 81                  | 30            | 6             | 77                       | 16                       | 6               | 0               | 394   | 102   |

### Seleção Neerlandesa
Expanda a caixa de informações para conferir todos os jogos deste jogador, pela sua seleção nacional.
Sub-16
|    | Data                    | Local                                   | Resultado | Adversário       | Gol(s) | Competição |
| -- | ----------------------- | --------------------------------------- | --------- | ---------------- | ------ | ---------- |
| 1. | 28 de outubro de 2008   | Stade le Tiec, Fontenay-sous-Bois       | 3–0       | Itália           | 1      | Amistoso   |
| 2. | 30 de outubro de 2008   | Stade Marcel Laveau, Boissy-Saint-Léger | 1–0       | França           | 1      | Amistoso   |
| 3. | 1 de novembro de 2008   | Stade Léo-Lagrange, Toulon              | 5–3       | Uruguai          | 0      | Amistoso   |
| 4. | 10 de fevereiro de 2009 |                                         | 3–1       | Ucrânia          | 1      | Amistoso   |
| 5. | 22 de abril de 2009     |                                         | 2–0       | Irlanda do Norte | 1      | Amistoso   |

Sub-17
|     | Data                   | Local                                   | Resultado | Adversário       | Gol(s) | Competição                |
| --- | ---------------------- | --------------------------------------- | --------- | ---------------- | ------ | ------------------------- |
| 1.  | 22 de setembro de 2009 |                                         | 0–1       | França           | 0      | Amistoso                  |
| 2.  | 24 de setembro de 2009 |                                         | 2–1       | França           | 0      | Amistoso                  |
| 3.  | 22 de outubro de 2009  | Estadi Comunal, Andorra-a-Velha         | 4–0       | Andorra          | 0      | Elim. Europeu Sub-17 2010 |
| 4.  | 24 de outubro de 2009  | Estadi Comunal, Andorra-a-Velha         | 1–2       | Malta            | 0      | Elim. Europeu Sub-17 2010 |
| 5.  | 27 de outubro de 2009  | Estadi Comunal, Andorra-a-Velha         | 0–1       | Irlanda do Norte | 0      | Elim. Europeu Sub-17 2010 |
| 6.  | 4 de fevereiro de 2010 | La Manga, La Manga                      | 2–0       | Noruega          | 0      | Amistoso                  |
| 7.  | 8 de fevereiro de 2010 | La Manga, La Manga                      | 1–2       | Dinamarca        | 0      | Amistoso                  |
| 8.  | 3 de março de 2010     | Sportpark Crailoo, Hilversum            | 2–0       | Grécia           | 1      | Amistoso                  |
| 9.  | 25 de março de 2010    | Banik Ratiskovice, Ratíškovice          | 2–0       | Ucrânia          | 1      | Elim. Europeu Sub-17 2010 |
| 10. | 27 de março de 2010    | Mestsky sportovni klub Breclav, Břeclav | 2–1       | Geórgia          | 0      | Elim. Europeu Sub-17 2010 |
| 11. | 30 de março de 2010    | Mestsky sportovni klub Breclav, Břeclav | 0–1       | Tchéquia         | 0      | Elim. Europeu Sub-17 2010 |

Sub-19
|    | Data                  | Local                     | Resultado | Adversário | Gol(s) | Competição |
| -- | --------------------- | ------------------------- | --------- | ---------- | ------ | ---------- |
| 1. | 2 de setembro de 2010 | Sportpark Zuid, Groesbeek | 2–2       | Alemanha   | 0      | Amistoso   |

Sub-21
|    | Data                   | Local                         | Resultado | Adversário | Gol(s) | Competição                |
| -- | ---------------------- | ----------------------------- | --------- | ---------- | ------ | ------------------------- |
| 1. | 10 de outubro de 2013  | Mikheil Meskhi, Tbilisi       | 6–0       | Geórgia    | 0      | Elim. Europeu Sub-21 2015 |
| 2. | 14 de outubro de 2013  | De Adelaarshorst, Deventer    | 0–3       | Áustria    | 0      | Amistoso                  |
| 3. | 14 de novembro de 2013 | NTC Senec, Senec              | 2–2       | Eslováquia | 0      | Elim. Europeu Sub-21 2015 |
| 4. | 18 de novembro de 2013 | Stade Ernest Wallon, Toulouse | 1–1       | França     | 0      | Amistoso                  |

Seleção Principal
|     | Data                   | Local                          | Resultado | Adversário   | Gol(s) | Competição               |
| --- | ---------------------- | ------------------------------ | --------- | ------------ | ------ | ------------------------ |
| 1.  | 5 de março de 2014     | Stade de France, Saint-Denis   | 0–2       | França       | 0      | Amistoso                 |
| 2.  | 31 de março de 2015    | Amsterdam Arena, Amsterdã      | 2–0       | Espanha      | 1      | Amistoso                 |
| 3.  | 3 de setembro de 2015  | Amsterdam Arena, Amsterdã      | 0–1       | Islândia     | 0      | Elim. Euro 2016          |
| 4.  | 6 de setembro de 2015  | Torku Arena, Cônia             | 0–3       | Turquia      | 0      | Elim. Euro 2016          |
| 5.  | 25 de março de 2016    | Amsterdam Arena, Amsterdã      | 2–3       | França       | 0      | Amistoso                 |
| 6.  | 1 de setembro de 2016  | Philips Stadion, Eindhoven     | 1–2       | Grécia       | 0      | Amistoso                 |
| 7.  | 6 de setembro de 2016  | Friends Arena, Solna           | 1–1       | Suécia       | 0      | Elim. Copa do Mundo 2018 |
| 8.  | 7 de outubro de 2016   | De Kuip, Roterdã               | 4–1       | Bielorrússia | 1      | Elim. Copa do Mundo 2018 |
| 9.  | 10 de outubro de 2016  | Amsterdam Arena, Amesterdã     | 0–1       | França       | 0      | Elim. Copa do Mundo 2018 |
| 10. | 9 de novembro de 2016  | Amsterdam Arena, Amesterdã     | 1–1       | Bélgica      | 1      | Amistoso                 |
| 11. | 13 de novembro de 2016 | Stade Josy Barthel, Luxemburgo | 3–1       | Luxemburgo   | 0      | Elim. Copa do Mundo 2018 |

## Títulos
Ajax
- Eredivisie: 2011–12, 2012–13, 2013–14, 2020–21, 2021–22
- Johan Cruijff Schaal: 2013
- Eusébio Cup: 2014
- Copa dos Países Baixos: 2020–21

Internazionale
- Supercopa da Itália: 2023
- Campeonato Italiano - Série A: 2023–24

### Prêmios individuais
- Revelação do Futebol Neerlandês do Ano: 2013–14